# Kamiennik (dopływ Kaczawy)
Kamiennik (do 1945 niem. Steinbach) – potok, prawostronny dopływ Kaczawy o długości 12,67 km i powierzchni zlewni 35,98 km².
Potok płynie przez obszar wschodniej części Pogórza Kaczawskiego. Jego bieg zaczyna się w kotlinie pomiędzy wzniesieniami Chełmów, a kończy w śródmieściu Świerzawy. Przepływa przez Rzeszówek.